# 冲永隆子
冲永 隆子（おきなが　たかこ、1969年2月6日 -）は、日本の倫理学者、帝京大学共通教育センター教授。専門は生命・医療倫理学。
2013年より帝京大学総合教育センター准教授となる。
2019年に京都大学大学院人間・環境学研究科共生人間学専攻の博士課程を修了し、博士号を取得する。博士学位論文では、20年余り取り組んできた事前指示やリビングウイル研究、最近のアドバンスケアプランニング (ACP) の課題について、京都大学こころの未来研究センターでのACPに関する質問紙・量的調査を基に考察した。ACPに関連する以下の論文を参照。

## 論文
- CiNii>冲永隆子